# Święty Gaj
Święty Gaj (deutsch Heiligenwalde) ist ein Ort in der polnischen Woiwodschaft Ermland-Masuren und gehört zur Gmina (Landgemeinde) Rychliki (Reichenbach) im Powiat Elbląg (Elbing).

## Geographische Lage
Das Dorf liegt im ehemaligen Ostpreußen, am Mühlenfließ  (poln. Młynowka), 19 Kilometer südwestlich der ehemaligen Kreisstadt Pasłęk (Preußisch Holland) und acht Kilometer nördlich der Stadt Dzierzgoń (Christburg). Bis zur heutigen Kreisstadt Elbląg (Elbing) sind es 25 Kilometer.  

## Geschichte

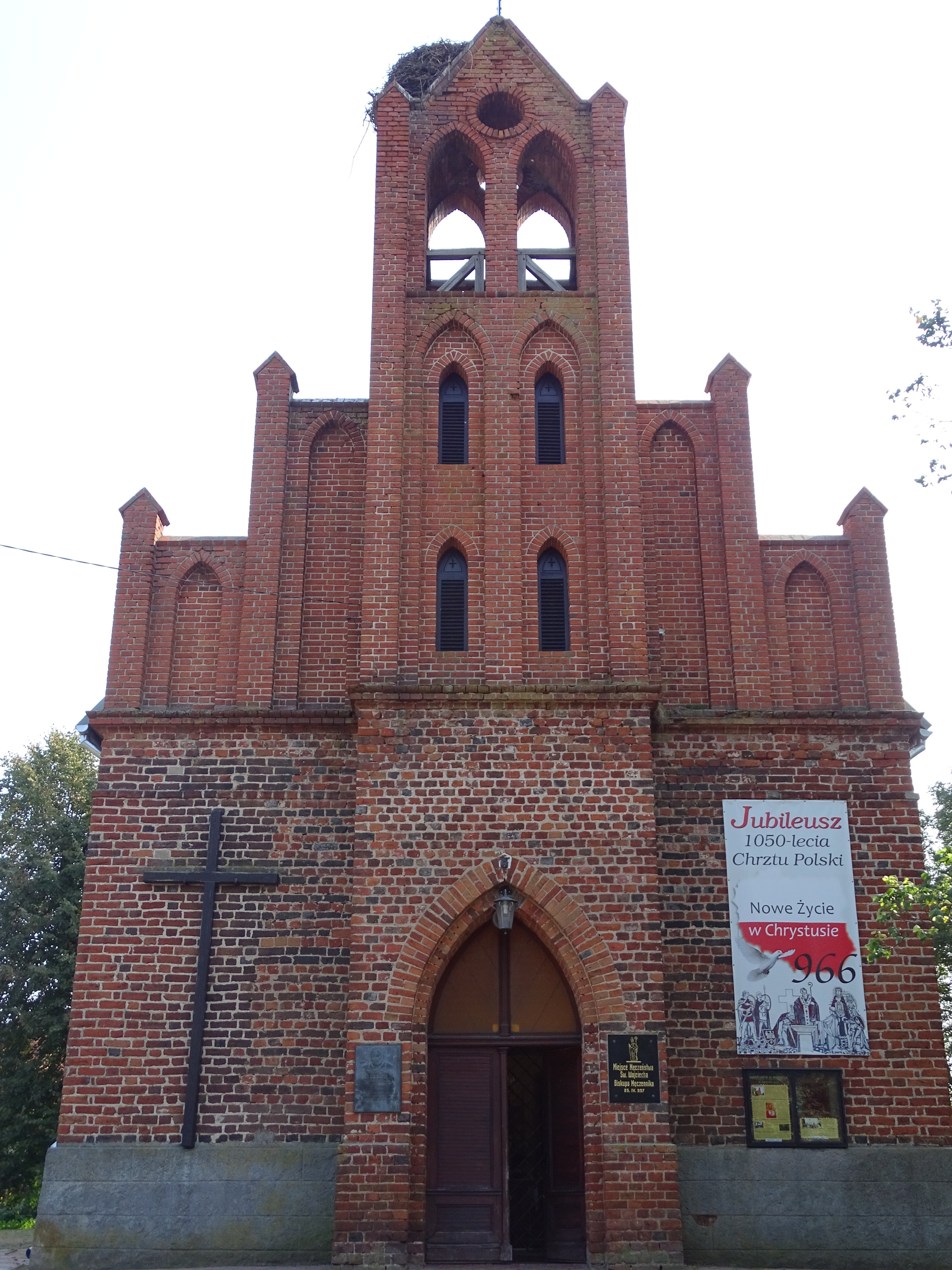
Dorfkirche, bis 1945 Gotteshaus der evangelischen Gemeinde Heiligenwalde

Der vor 1945 Heiligenwalde genannte Ort war ein Kirchdorf mit Domäne. Der Komtur von Christburg und spätere Hochmeister des Deutschen Ordens, Luther von Braunschweig, verlieh dem Dorf am 17. April 1324 die Handfeste. Im Osten des Dorfes befindet sich ein alter Slawischer Burgwall. 1399 wurde eine Kapelle mit Reliquien Adalberts von Prag gebaut, wahrscheinlich auf einer Vorgängerkirche. In der Nähe soll er 997 von Prußen erschlagen worden sein. Der Ort ist heute Wallfahrtsort.
Um 1783 hatte das Dorf 42 Feuerstellen (Haushaltungen).
Am 28. Mai 1874 kam Heiligenwalde in den neu gebildeten Amtsbezirk Alt Dollstädt (Stare Dolno). Er gehörte bis 1945 zum Landkreis Preußisch Holland im Regierungsbezirk Königsberg der preußischen Provinz Ostpreußen des Deutschen Reichs. Im Jahre 1910 zählte der Gutsbezirk Domäne Heiligenwalde 62, die Landgemeinde Heiligenwalde 333 Einwohner.
Am 30. September 1928 schlossen sich die Landgemeinde und der Gutsbezirk Domäne zur neuen Landgemeinde Heiligenwalde zusammen. Die Gesamteinwohnerzahl stieg bis 1933 auf 411 und betrug 1939 noch 380.
Gegen Ende des Zweiten Weltkriegs wurde die Region im Frühjahr 1945 von der Roten Armee besetzt. Nach Beendigung der Kampfhandlungen wurde Heiligenwalde zusammen mit der südlichen Hälfte Ostpreußens der Volksrepublik Polen zur Verwaltung überlassen. Soweit die deutschen Dorfbewohner nicht geflohen waren, wurden sie in der Folgezeit von der polnischen Administration aus dem Kreisgebiet vertrieben. Die Polen verwalteten das Dorf unter der Ortsbezeichnung „Święty Gaj“, was so viel wie „heiliger Hain“ bedeutet. 
Heute ist der Ort Sitz eines Schulzenamtes (polnisch: sołectwo) innerhalb der Landgemeinde Rychliki und gehört zum Powiat Elbląski der Woiwodschaft Ermland-Masuren (von 1975 bis 1998 Woiwodschaft Elbląg).

## Kirche
Bereits im Jahre 1330 gab es in Heiligenwalde eine Kirche, später eine Kapelle für den heiligen Adalbert. Um 1783 war die lutherische Kirche eine Filiale von Blumenau.
Vor 1945 war die Bevölkerung Heiligenwaldes fast ausnahmslos evangelischer Konfession. Heiligenwalde bildete mit Königlich Blumenau (von 1931 bis 1945 Königsblumenau, heute polnisch: Kwietniewo) – hier war der Pfarrsitz – das Kirchspiel Blumenau-Heiligenwalde. Es gehörte nach der Reformation zur Inspektion Saalfeld in Ostpreußen (polnisch: Zalewo) und war dann bis 1945 in den Kirchenkreis Preußisch Holland (polnisch: Pasłęk) innerhalb der Kirchenprovinz Ostpreußen der Kirche der Altpreußischen Union eingegliedert.
Heute ist die Einwohnerschaft des Dorfs mehrheitlich katholischer Konfession. Die Kirche, die jetzt dem Św. Wojciech geweiht ist, ist auch jetzt Filialkirche der Pfarrei in Kwietniewo, gehört aber zum Dekanat Dzierzgoń (Christburg) im Bistum Elbing der Katholischen Kirche in Polen. In Święty Gaj lebende evangelische Christen gehören zur Kirchengemeinde in Pasłęk (Preußisch Holland), die eine Filialgemeinde der Pfarrei in Ostróda (Osterode in Ostpreußen) ist. Sie liegt in der Diözese Masuren der Evangelisch-Augsburgischen Kirche in Polen.

## Verkehr
Eine Bahnanbindung besteht nicht mehr. Bis 1945 war Kwietniewo (Königlich Blumenau, 1931–1945 Königsblumenau) die nächste Bahnstation an der Strecke von Elbing nach Miswalde (Myślice), und im Jahre 2004 wurde die Bahnstrecke von Malbork (Marienburg) nach Małdyty (Maldeuten) mit der Bahnstation in Dzierzgoń (Christburg) außer Betrieb gesetzt.

## Persönlichkeit des Ortes
- Otto von Oehlschläger (1831–1904), Jurist und Politiker